# Atarba (Atarba) margarita
Atarba (Atarba) margarita is een tweevleugelige uit de familie steltmuggen (Limoniidae). De soort komt voor in het Neotropisch gebied.